# Bakary Seck
Pour les articles homonymes, voir Seck.
Le général de division Bakary Seck est un officier général sénégalais ayant exercé les fonctions de Chef d'état-major particulier du président de la République et d'Inspecteur Général des Forces Armées.

## Formation
Il intègre en 1973 l'École spéciale militaire de Saint-Cyr.
De 1973 à 1975, il est élève-officier appartenant à la promotion "No 160 capitaine Marechal de Turenne. Il est aussi de la même promotion que les militaires sénégalais suivants: Moussa Mané Sarré, Talla Niang (ancien sous CEM), Alioune Diop.
Parmi ces anciens à Saint-Cyr, on peut citer les militaires sénégalais de la promotion No 158 :Demba Moussa Diallo, Abdel Kader Gueye (ancien sous CEM), Alioune Diop

## Carrière
Il a commandé la zone militaire no 5.
En 2004, il est chef d'état major de l'Armée de terre en remplacement de Talla Niang.
En juin 2006, il est nommé chef d'État-major particulier de Monsieur le Président de la République, en remplacement du Général de Division Abdoulaye Fall qui deviendra Haut Commandement de la Gendarmerie Nationale.
Le 26 janvier 2007, le Général de Division Bakary Seck est nommé Inspecteur Général des Forces Armées, en remplacement du Général de Division Antou Pierre Ndiaye admis dans la 2e section des cadres de l'État-major général.
En Conseil des Ministres du 3 décembre 2014, le Général de Division Bakary Seck, est nommé Ambassadeur extraordinaire et plénipotentiaire de la République du Sénégal auprès de José Mário Vaz, Président de la République de Guinée-Bissau, en remplacement du Général Abdoulaye Dieng.

## Décorations
Le Général de division Bakary Seck est titulaire de plusieurs décorations nationales et étrangères dont:
- l’insigne de commandeur de l’Ordre national du Lion
- Médaille d’honneur de l’Armée de terre